# Нитрат хрома(III)
Нитрат хрома(III) — неорганическое вещество, соль металла хрома и азотной кислоты с формулой Cr(NO3)3, в безводном состоянии кристаллическое вещество зелёного цвета, образует несколько кристаллогидратов, самый устойчивый из которых нонагидрат [Cr(H2O)6](NO3)3•3H2O.

## Получение
- Взаимодействием азотной кислоты с оксидом и гидроксидом хрома(III):

{\displaystyle {\mathsf {Cr_{2}O_{3}+6HNO_{3}\ {\xrightarrow {\ }}\ 2Cr(NO_{3})_{3}+3H_{2}O}}}
{\displaystyle {\mathsf {Cr(OH)_{3}+3HNO_{3}\ {\xrightarrow {\ }}\ Cr(NO_{3})_{3}+3H_{2}O}}}
- Обменными реакциями:

{\displaystyle {\mathsf {CrCl_{3}+3NH_{4}NO_{3}\ {\xrightarrow {100^{o}C}}\ Cr(NO_{3})_{3}+3NH_{3}\uparrow +3HCl\uparrow }}}
- Безводный нитрат хрома(III) получают сушкой кристаллогидрата:

{\displaystyle {\mathsf {[Cr(H_{2}O)_{6}](NO_{3})_{3}\cdot 3H_{2}O\ {\xrightarrow {100^{o}C}}\ Cr(NO_{3})_{3}+9H_{2}O}}}
- В промышленности нитрат хрома(III) получают реакцией гидроксида хрома с азотной кислотой.

## Физические свойства
Нитрат хрома(III) в безводном состоянии представляет собой зелёный гигроскопичный порошок, который разлагается при 125°С. Образует несколько кристаллогидратов, наиболее изученный из которых -- нонагидрат [Cr(H2O)6](NO3)3•3H2O, который при стандартных условиях является кристаллическим веществом пурпурного или тёмно-фиолетового цвета. Шесть молекул воды сконцентрированы вокруг атома хрома, остальные три молекулы располагаются в кристаллической решетке.
Нитрат, как и его нонанагидрат, хорошо растворяется в воде, а также этаноле и ацетоне.

## Химические свойства
- При нагревании выше температуры плавления разлагается:

{\displaystyle {\mathsf {4Cr(NO_{3})_{3}\ {\xrightarrow {125^{o}C}}\ 2Cr_{2}O_{3}+12NO_{2}\uparrow +3O_{2}\uparrow }}}

## Применение
- Используется в качестве протравы для крашения тканей в текстильной промышленности;
- Используется как компонент катализатора для получения щелочных металлов;
- Используется для получения различных комплексов хрома(III).